# Doom Troopers
Doom Troopers (другое название — Mutant Chronicles: Doom Troopers) — видеоигра в жанре платформер, в рамках вселенной Mutant Chronicles. Была разработанная компанией Adrenalin Entertainment и изданная Playmates Interactive для игровых платформ Sega Mega Drive/Genesis и SNES в 1995 году. 

## Обзор игры
Тёмный Легион (англ. Dark Legion) с помощью зомби и мутантов захватил власть над Землёй. Ему противостоят силы сопротивления, сражающиеся против захватчиков.

## Игровой процесс
Игра представляет собой платформер с видом сбоку и двухмерной графикой. Здесь представлено несколько уровней, на которых присутствуют враги и полезные предметы (например, боеприпасы). Основная задача на уровнях — пройти их от начала до конца, уничтожая врагов. Играть предстоит за солдат сопротивления, пехотинцев Митча Хантера и Макса Стайнера.

## Оценки
Оценки игры критиками были в основном невысокими. Информационный сайт All Game Guide и игровой журнал GamePro оценили игру в 2,5 и 2 балла из 5.